# De Kongelige skal fotograferes
De Kongelige skal fotograferes je dánský němý film z roku 1899. Režisérem je Peter Elfelt (1866–1931). Film trvá necelé dvě minuty a jedná se o jeden z prvních dánských filmů.
Peter Elfelt fotografoval u příležitosti královské návštěvy hradu Bernstorff, při které pořídil také tento film, na kterém je mj. vidět Kristián IX., Marie Sofie Dánská, Mikuláš II. Alexandrovič, princezna Alexandra, princ Edward, Jiří I. Řecký, princ Valdemar a princezna Marie.